# Magistratura de Treball
La Magistratura de Treball va ser un organisme judicial espanyol, encarregat de resoldre els conflictes de caràcter laboral.

## Història
Les magistratures del treball van ser creades el 13 de maig de 1938 per un decret del Ministeri d'Organització i Acció Sindical, a la zona franquista. La seva creació ja es preveia al Fuero del Trabajo, que havia estat promulgat al març d'aquest mateix any. Aquest nou organisme, que suposava que els conflictes laborals quedessin exclusivament en mans de l'Estat, va substituir als antics jurats mixtes que havien existit durant la Segona República.
Els magistrats del treball constituïen un cos propi, al qual podien accedir funcionaris procedents de la carrera judicial o fiscal.
Van continuar existint fins a 1989, quan van ser substituïts pels Jutjats socials.